# ヴェルデンス・ガング
ヴェルデンス・ガング（ノルウェー語: Verdens Gang）はノルウェーでシェア1位のタブロイド紙。通称VG。

## 概要
1945年創業。親会社はノルウェーの最大メディアグループのシブステッド。
1945年にノルウェーがドイツ占領から解放された直後に、ノルウェーのレジスタンス運動のメンバーによって設立された。 新聞の創刊号は1945年6月23日に発行された。 クリスチャンARクリステンセンは、1945年の創刊から1967年に亡くなるまで、初代編集長を務めた。 
オスロに拠点を置いており、タブロイド形式で発行されている。現在の所有者であるシブステッドは1967年のクリステンセンの死後、この新聞を引き継いだ。所有権が変更する直前、主にオスロ地域で販売され、発行部数は34,000部だった。
現在の編集長はガード・ステイロであり、いかなる政党にも属していない。また、リベラルな価値観を支持している。
長年、ノルウェー最大の発行部数を誇る新聞であり、2002年には39万部に達した。しかし、読者が従来の新聞からインターネット新聞に移行したため、2016年には発行部数が9万4千部にまで落ち込んだ。2010年にノルウェーの新聞アフテンポステンに追い抜かれ、ノルウェーで2番目に発行部数が多い紙面新聞となった。しかし、オンライン新聞vg.noは、1日200万人の読者を抱え、ノルウェーで圧倒的に最も多く閲覧されている。

## 発行部数
ノルウェー・メディア・ビジネス・アソシエーションのデータより。
- 1980: 200536
- 1981: 227191
- 1982: 240302
- 1983: 256747
- 1984: 269140
- 1985: 290705
- 1986: 317049
- 1987: 333698
- 1988: 345636
- 1989: 360331
- 1990: 367036
- 1991: 365318
- 1992: 374092
- 1993: 377575
- 1994: 386137
- 1995: 371238
- 1996: 356861
- 1997: 370115[10]
- 1998: 364619
- 1999: 373552
- 2000: 375983
- 2001: 387508
- 2002: 390510
- 2003: 380190
- 2004: 365266
- 2005: 343703
- 2006: 315549
- 2007: 309610
- 2008: 284414
- 2009: 262374
- 2010: 233295
- 2011: 211588
- 2012: 188345
- 2013: 164430
- 2014: 138188
- 2015: 112716